# Kami (Kōchi)
Kami (jap. 香美市 Kami-shi) – miasto położone w prefekturze Kōchi, w Japonii, na wyspie Sikoku.
Miasto zostało założone 1 marca 2006 roku przez połączenie miast Kahoku i Tosayamada oraz wsi Monobe, wszystkich z powiatu Kami, który został rozwiązany w wyniku tego połączenia, a pozostała część powiatu połączona została tego samego dnia w nowe miasto Kōnan.

## Populacja
Zmiany w populacji Kami w latach 1970–2015:
| Rok  | Populacja |
| ---- | --------- |
| 1970 | 35 553    |
| 1975 | 34 482    |
| 1980 | 33 878    |
| 1985 | 34 016    |
| 1990 | 32 401    |
| 1995 | 31 023    |
| 2000 | 31 175    |
| 2005 | 30 257    |
| 2010 | 28 766    |
| 2015 | 27 541    |